# 1769 en France
Chronologie de la France
- 1765
- 1766
- 1767
- 1768
- 1769
- 1770
- 1771
- 1772
- 1773

Cette page concerne l’année 1769 du calendrier grégorien.

## Événements
- 22 février : compte-rendu du roi qui clos l’affaire de Mantes, qui condamne la procédure suivie par la Cour des aides[1].

- 21 mars : la caisse d’escompte est supprimée par arrêt du conseil[1].

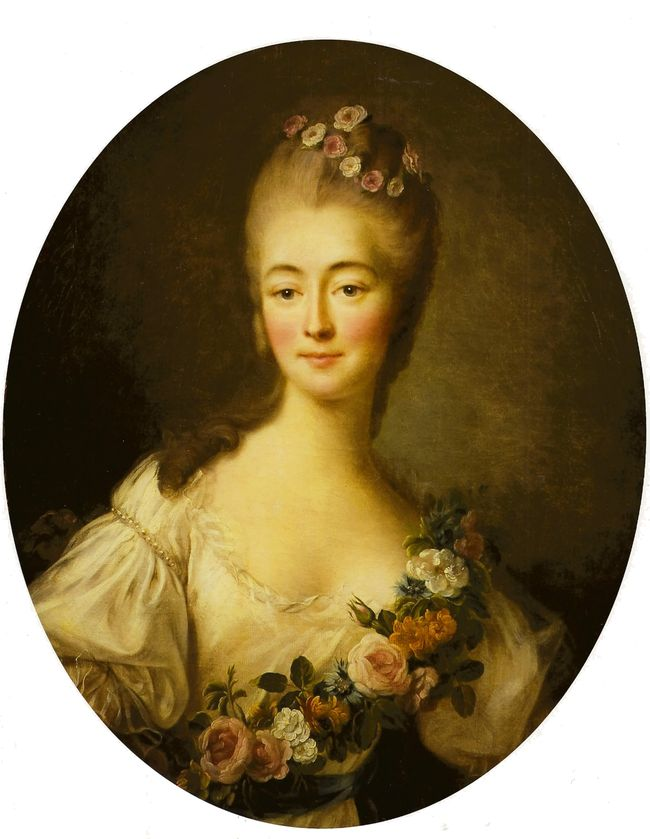
Madame du Barry en 1769 par François-Hubert Drouais.

- 22 avril : la comtesse du Barry devient la maîtresse officielle de Louis XV, roi de France. Elle est présentée à la Cour, au scandale des choiseulistes[2]. Elle exerce sur le roi une forte influence.

- 8 - 9 mai : bataille de Ponte-Novo. Les forces françaises défont Pascal Paoli. La Corse devient une province française[3]; le Royaume de France, de même avec l'intégration du Duché de Lorraine (1766), présente une géographie de frontières moderne.

- 13 juin :
  - Pascal Paoli quitte la Corse pour la Grande-Bretagne[4].
  - Louis XV envoie une demande pour le mariage de Marie-Antoinette et le futur Louis XVI à l’impératrice Marie-Thérèse, qui fait elle-même l’annonce officielle à ses ministres le 14 avril 1770[5].
- 10 juillet : début de l’affaire Monnérat. Guillaume Monnérat, un forain, à tort accusé de contrebande de tabac, incarcéré pendant vingt mois dans les geôles de Bicêtre depuis le 24 avril 1767, présente une requête à la Cour des aides qui condamne les fermiers généraux à une rétractation solennelle et à 50 000 livres de dommages et intérêts. L’adjudicataire des fermes générales, Jean-Jacques Prévost refuse, et obtient le 10 février 1770, un arrêt du conseil qui évoque l’affaire. Monnérat est arrêté de nouveau. La Cour des aides ouvre une information et dénonce l’affaire devant les cours réunies le 28 mai 1770[6].
- 15 juillet : rétablissement du parlement de Bretagne dans son intégrité après l’affaire du Duc d’Aiguillon (1766)[7].
- 28 juillet : un arrêt du conseil augmente le prix du papier qui sert à confectionner les cartes à jouer[1].

- 13 août : suspension puis liquidation du privilège de la Compagnie des Indes[1].

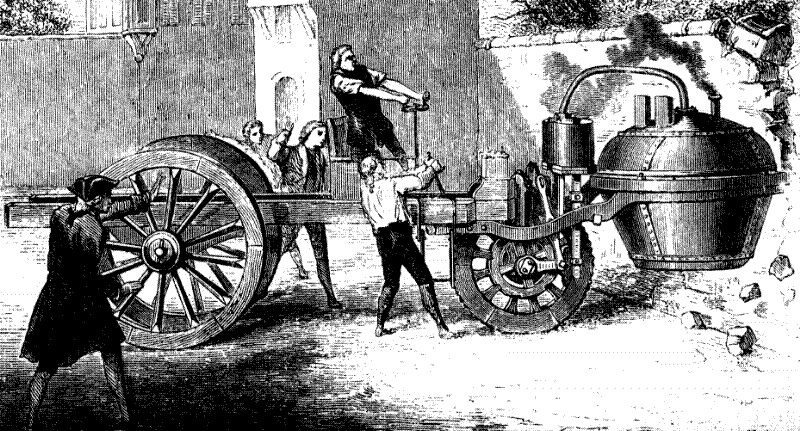
Le fardier a vapeur de Cugnot.

- 23 octobre : Cugnot présente son fardier, premier véhicule automobile à vapeur, dans l’enceinte de l’Arsenal à Paris[8].

- 18 novembre et 21 décembre : tremblements de terre dans le Comtat et à Avignon, dont l’épicentre est situé à Bédarrides[9].

- 22 décembre : Joseph Marie Terray (1715-1778) est nommé contrôleur général des finances (fin en 1774). Il augmente le bail des postes (décembre[1]), réalise des économies en baissant l’intérêt servi aux rentiers, réduit les pensions et vend aux officiers des revalorisations de gages, augmente le produit des droits d’hypothèque (création des conservateurs des hypothèques), perpétue ou prolonge les divers vingtièmes et tâche de rendre leur assiette plus équitable en créant des écoles pour la formation des contrôleurs du vingtième. Il améliore la rentabilité de la capitation parisienne grâce à un recensement des loyers de la capitale. Il alourdit le poids des tarifs des fermes (10 %), dont le revenu augmente de 15 % de 1768 à 1774.

- Décembre : une nouvelle aliénation des quatre membres de Flandre procure un million de livres comptant et une redevance annuelle de 350 000 livres[1].

- La fonte au coke est expérimentée à Hayange[10].